# Eamon Martin
Eamon Martin (ur. 30 października 1961 w Londonderry) – irlandzki duchowny katolicki, arcybiskup Armagh od 2014.

## Życiorys
Święcenia kapłańskie otrzymał 28 czerwca 1987. Pracował duszpastersko w rodzinnej diecezji Derry, będąc m.in. wikariuszem generalnym w latach 2010-2011. Od listopada 2011 był administratorem tej diecezji (po dymisji bp. Hegarty'ego). Ponadto w latach 2008-2010 był sekretarzem generalnym Konferencji Episkopatu Irlandii. Od roku 2011 nosił tytuł prałata.
18 stycznia 2013 papież Benedykt XVI mianował go arcybiskupem koadiutorem Armagh. Sakry udzielił mu 21 kwietnia 2013 arcybiskup metropolita Armagh Seán Brady. Rządy w diecezji objął 8 września 2014 po przejściu na emeryturę poprzednika. W tym samym dniu objął przewodnictwo w irlandzkiej Konferencji Episkopatu.